# Питер Мејхју
Питер Вилијам Мејхју (енгл. Peter William Mayhew; 19. мај 1944 — 30. април 2019) био је енглеско-амерички глумац, најпознатији по томе што је глумио Чубаку у филмском серијалу Ратови звезда.